# Butorowski Potok
Butorowski Potok – potok, dopływ Cichej Wody, spływający z Pogórza Gubałowskiego do Rowu Podtatrzańskiego. Ma źródła na wysokości 1110–1115 m w piaskowcowo-osuwiskowych północno-zachodnich stokach Butorowego Wierchu. Początkowo woda z tych źródeł płynie powierzchniowo lub sztucznymi rowkami, niżej jarami. Na wysokości 1090 m cieki źródliskowe łączą się ze sobą i od tego miejsca potok spływa w kierunku południowo-zachodnim głęboką doliną między Butorowym Wierchem i Palenicą Kościeliską. W dolinie tej zasilany jest licznymi wyciekami z warstw fliszowych budujących Pogórze Gubałowskie. Jego koryto ma szerokość około 1,5 m, wyżłobione jest w podłożu piaskowcowo-łupkowym i są w nim niewysokie progi. Na wysokości 1018 m uchodzi do niego niewielki prawostronny dopływ z Palenicy Kościeliskiej. Potoczek ten wypływa z kilku źródeł skalno-rumowiskowych i płynie skalnym i bardzo głęboko wciosanym korytem. Przy ujściu jest w nim próg wysokości około 1 m. Od miejsca ujścia tego dopływu Butorowski Potok zmienia kierunek na południowy. Poczynając od osiedla Sywarowe, zaczyna meandrować w akumulacyjnych osadach stożka napływowego. Zmniejsza się spadek potoku, rośnie natomiast szerokość jego koryta. Na wysokości około 900 m potok zmienia kierunek na południowo-wschodni. U wschodnich podnóży Nędzowskiego Działu uchodzi do Cichej Wody jako jej lewy dopływ.
Zlewnia Butorowskiego Potoku obejmuje część południowych stoków Pogórza Gubałowskiego oraz wschodnią część Rowu Zakopiańskiego. Potok ma długość około 3,3 km i średni spadek 6,9%.